# Захламино
Захламино — исчезнувшая деревня (по другим данным — село или казачья станица), располагавшаяся на берегу реки Иртыш в северо-западной части Советского района города Омска.

## Происхождение названия
Существует две версии происхождения названия Захламино. Согласно одной из них, хлам на древнеславянском языке означает холм. По другой версии, название произошло от фамилии Захламин.

## История
Была основана в XVIII веке на правом берегу Иртыша к северу от Омской крепости. Первое упоминание относится к 1744 году. Среди первых жителей были Степан Колмогоров с сыновьями Иваном, Кириллом, Андреем и Максимом, внуками Алексеем, Егором и Кузьмой; Иван Белозеров с сыновьями Захаром, Ларионом и Семеном, внуком Лаврентием и племянниками Тимофеем, Иваном и Герасимом.
В 1749 году в Тарском воеводстве деревня причислена к Омской крепости. В 1768 году в связи со строительством Новой Омской слободы в Захламину переселились 42 мужской души: Степан Макарьев с сыновьями Василием, Петром и Ларионом; Иван и Василий Вяткины с семьями, Кузьма и Степан Волошины с семьями, мещанин Григорий Ведерников с семьей. Позднее в Захламино ставят избы отставные солдаты Марк Морозов и Семен Саворовский. В 1788 году деревня насчитывала 20 дворов, 142 жителя (78 мужчин и 64 женщины).
5 [17] декабря 1846 населённый пункт вошёл в линию Сибирского линейного казачьего войска, а его жители были переведены в казачье сословие и стали нести военную службу. В состав 5 полка были зачислены 65 душ.
В середине XIX века в деревне появились ветряные мельницы, а сама деревня приобрела славу курорта, где кабаках останавливались омские купцы. 
В 1876 году казачий поселок Захламенский насчитывал 64 двора с числом жителей 441 человек (240 мужского пола и 201 женского). В посёлке размещались: 11 мельниц, салотопенный завод, питейное заведение.
По данным на 1886 год в поселке Захламенском было 66 дворов с числом жителей - 413 чел. ( в том числе: 215 - муж. пол., 198 - жен. пол.). В Захламино располагались: школа, 11 мельниц, салотопильный завод, хлебный магазин, питейное заведение, паромная переправа.
В 1915 году населённый пункт получил статус самостоятельной станицы (до этого он входил в станицу Мельничную).
В Захламино была воздвигнута церковь во имя Великомученика Дмитрия Солунского, богослужения в которой совершались в воскресные и праздничные дни. Поселок Захламинский был приписан к Николаевской казачьей церкви. Жителями Захламино был установлен праздник в честь святых Бориса и Глеба.  Деревенское кладбище располагалось на месте сквера им. 50-летия ВЛКСМ на проспекте Мира и территории Омского государственного университета.
В 1918 году в Захламино располагалась база казачьего отряда Бориса Анненкова. После утверждения советской власти в деревне был создан колхоз «Луч», пашню стали обрабатывать тракторы, с Омском была установлена телефонная связь.
По данным переписи 1926 года в селе Захламино располагались: сельский совет, школа, кожевенный завод. Село насчитывало 180 дворовых хозяйств. Численность жителей составляла: обоего пола — 980 чел., из них: муж. — 459 чел., жен. — 521. Преобладающая национальность — русские.
В 1937 году некоторые жители Захламина, в частности, многие казаки, были репрессированы. Деревня была упразднена в связи со строительством Омского нефтеперерабатывающего завода в 1950 году.

## Инфраструктура
Было развито сельское хозяйство. В 1930-х-1940-х годах в Захламино был колхоз имени 7 Ноября, сама деревня была центром Захламинского сельсовета.